# Stephanie Neigel

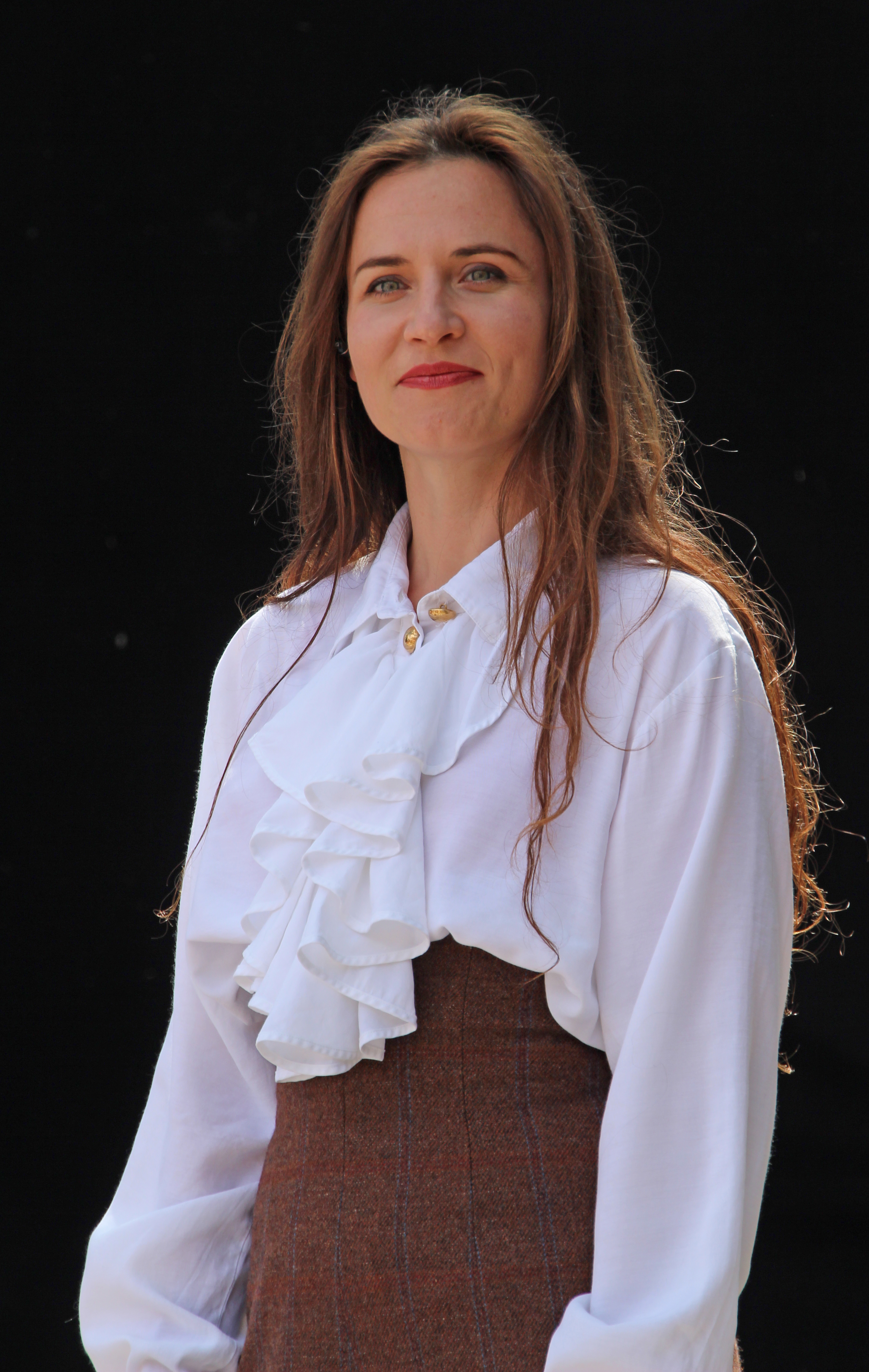
Stephanie Neigel (2017)

Stephanie Neigel (* 13. Januar 1986 in Worms) ist eine deutsche Jazz- und Popsängerin.

## Leben und Wirken
Neigel präsentierte im Alter von 14 Jahren ihre ersten eigenen Songs. 2005 kam sie als Gasthörerin an die Hochschule für Musik und Darstellende Kunst Mannheim, wo sie ab 2006 ein Bachelorstudium absolvierte. Nach einem Semester am Jazz-Institut Berlin schloss sie 2013 an der Hochschule für Musik Franz Liszt Weimar ihr Masterstudium ab.
Als Jazz-Gesangsstudentin gehörte sie zum Landesjugend-Jazzorchester Hessen und zu Peter Herbolzheimers Masterclass. Außerdem gründete sie verschiedene Gruppen, darunter die „Stephanie Neigel Band“ (2006), das Duo „Neigelböhlen“ (2009, mit dem Gitarristen Sebastian Böhlen) und die A-cappella-Band Les Brünettes (2010). Mit dieser Gruppe veröffentlichte sie vier Alben. Sie tourte mehrfach durch Deutschland und gewann internationale Gesangswettbewerbe. Sie trat bei über 20 Konzerten im In- und Ausland im Vorprogramm von Tanita Tikaram auf. 2011 nahm sie mit Thomas Stabenow die Duo-EP Face en Face auf. Auch arbeitete sie mit Jeff Cascaro, mit Esperanza Spalding, Al Jarreau, Edo Zanki, Kosho, Thomas Siffling oder der hr-Bigband.
Nach Konzertreisen durch China und Auftritten auf dem Jazzfestival Sapporo veröffentlichte Neigel 2013 ihr Debütalbum Introducing Stephanie Neigel, das SWR2 als „CD der Woche“ präsentierte. 2015 folgte die CD Capture Time. Weiterhin ist sie auf dem Album Ladies and Gentlemen des Pasadena Roof Orchestra und den Veröffentlichungen Submerging & Emerging sowie Breaking the Silence mit dem Paul Fox Collective zu hören. 2018 erschien ihr drittes Studioalbum In Sachen Du bei O-Tone Music; bei SWR2 wurde es als „Album der Woche“ vorgestellt. Durch ihre Zusammenarbeit mit Daniel Stelter ist sie auf dessen Album Humming Songs bei zwei Titeln als Gesangspartnerin vertreten. 
Neigel ist seit Oktober 2017 Lehrbeauftragte an der Musikhochschule Freiburg. Sie ist eine Nichte von Julia Neigel und mit Schlagzeuger Thomas Sauerborn verheiratet.

## Preise und Auszeichnungen
Neigel gewann 2005 den Wettbewerb „Sing dich ins Rampenlicht“ der Big Band der Bundeswehr. 2006 wurde sie Zweite beim Jazzpreis des Jazzclubs Rhein-Hessen. 